# Mural del País Valencià
Mural del País Valencià (« Fresque du Pays valencien ») est une œuvre poétique de Vicent Andrés Estellés. Il consiste en un vaste chant et un voyage à travers l'histoire, le paysage, les villes, les gens et la culture du peuple valencien. Il se compose de vingt-sept livres, rassemblés en trois ou quatre volumes, totalisant environ 2 000 pages, et a fait l'objet de plusieurs éditions à titre posthume à partir de 1996.

## Contexte et élaboration
L’idée de cette œuvre a été motivée par le contexte d’espoir de changement existant à la fin du régime franquiste. Ce contexte explique peut-être un changement de ton et l'apparition de la joie dans la poésie d'Estellés. Avec l'amorce de la transition démocratique, Estellés participe à de nombreuses intiatives culturelles qui lui donnent l'occasion de visiter de nombreuses localités dans tout le Pays Valencien.
Mural del País Valencià s'inspire du Canto general de Pablo Neruda, œuvre qui rend hommage à l'Amérique latine, et auquel un poème du Mural est dédié. Estellés indique que pendant la rédaction du Mural, il était accompagné d'une coupure de presse de l'écrivain chilien et d'une autre de Charles Baudelaire, le Guernica de Pablo Picasso, l'affiche du Congrès de culture catalane de Joan Miró et du souvenir des fresques de David Alfaro Siqueiros et Diego Rivera. De plus, la visite de nombreuses localités du Pays Valencien pour des hommages ou des récitals, souvent accompagné d'Ovidi Montllor, lui donne l'occasion de mieux connaître les terres valenciennes.

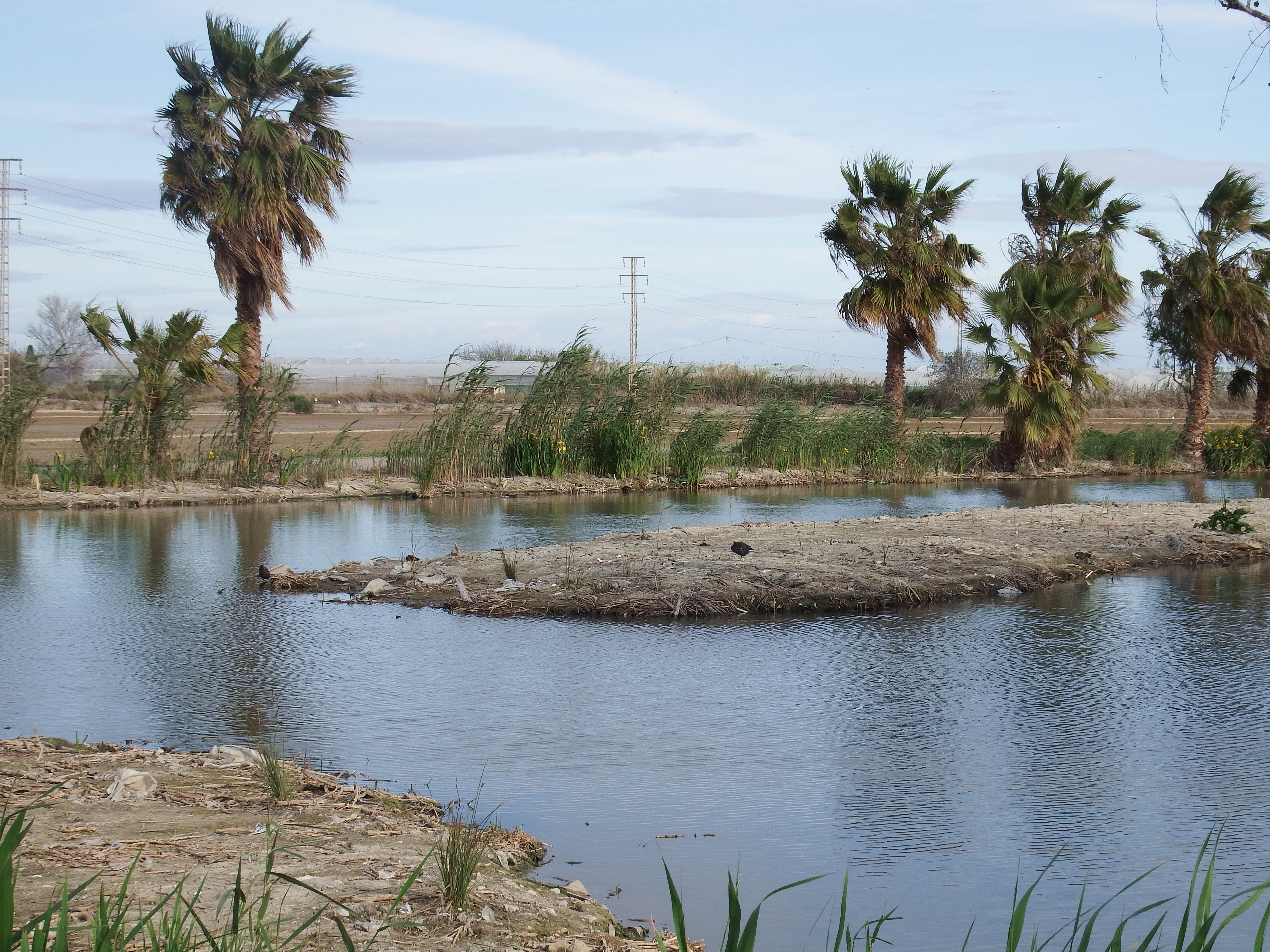
Vue de l'Albufera à El Perelló, où Estellés commença la rédaction de Mural del País Valencià.

Estellés commence à écrire Mural del País Valencià dans la maison de plage qu'il possédait à El Perelló (Sueca). La plus grande partie de l'œuvre est écrite entre 1974 et 1978 ; le poème « Declaració de principis » (« Déclaration de principes ») est composé en décembre 1974.
Cependant, il publie d'autres recueils de poésie. En 1978, un premier fragment du Mural est publié,« Lletra al pintor valencià Josep Renau » (« Lettre au peintre valencien Josep Renau »), suivis d'autres comme « Document de Morella » (« Document de Morella »), « Poemes preliminars » (« Poèmes préliminaires ») ou « Cants a València » (« Chants à Valence »). Dès 1983, il fait référence au Mural dans le premier des « Poemes preliminars » (« Poèmes préliminaires ») :
« als cinquanta anys de la meva vida,

quan davallen les aigües, tèrboles, pels espills,

molt modestament inicie aquest cant. »
« à cinquante ans de ma vie,

lorsque descendent les eaux, troubles, par les miroirs,

très modestement je commence ce chant. »

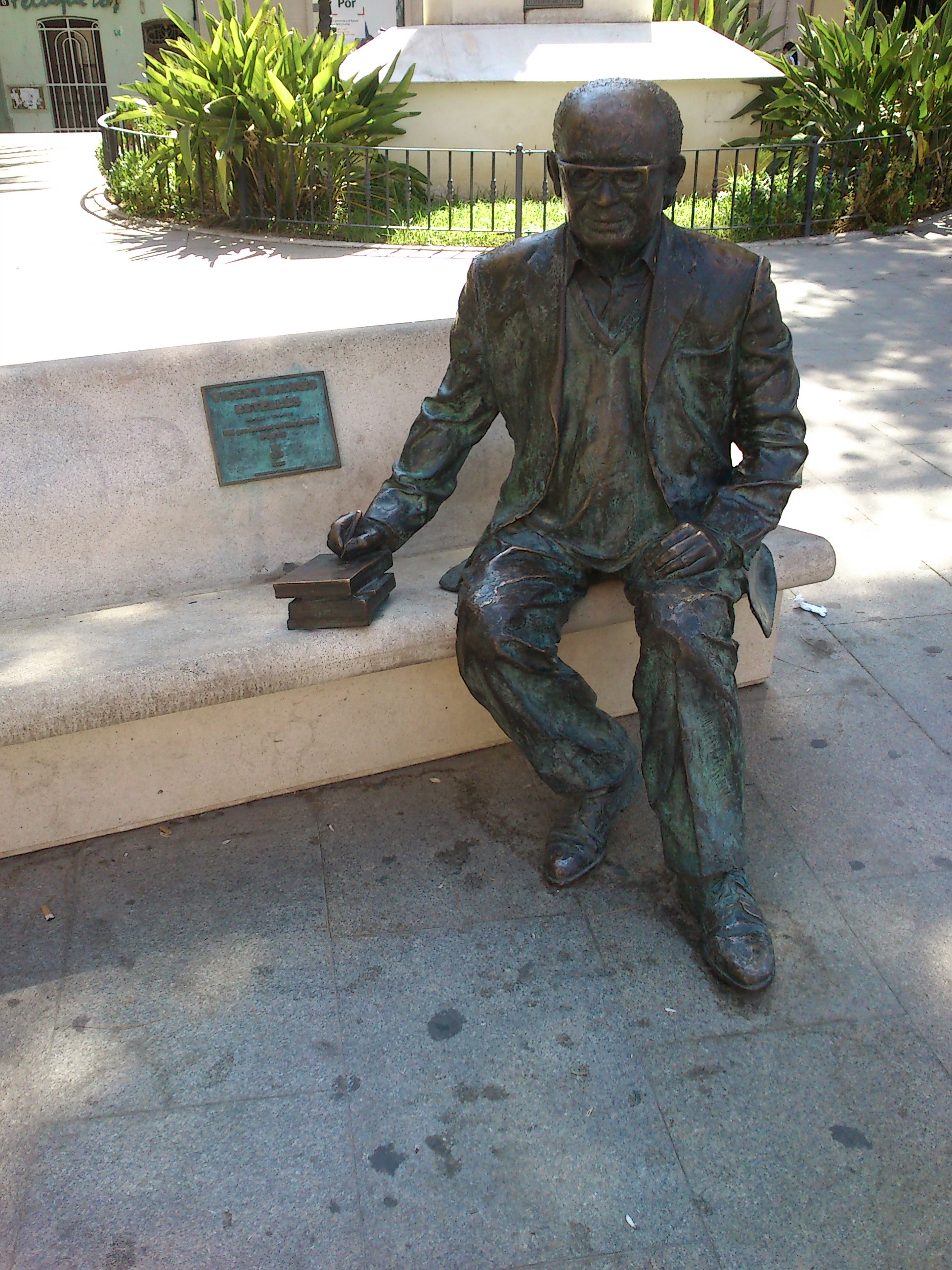
Statue d'Estellés à Burjassot.

Bien qu'il s'agisse d'une œuvre inachevée, le Mural devient l'œuvre la plus ambitieuse et la plus désirée pour Estellés, comme il l'annonce dans la« Declaració de principis » (« Déclaration de principes ») :
« res no em pot complaure tant com acabar la meua vida,

el meu obscur treball,

enllestint el cant general del meu País,

[...]

tot el que he fet al llarg dels anys

no ha estat altra cosa

que una lenta, amorosa, minuciosa preparació

per aquest moment,

per aquest llibre,

per aquest cant. »
« Rien ne peut me plaire tant que finir mes jours,

mon obscur travail,

en achevant le chant général de mon Pays,

[...]

tout ce que j'ai fait au fil des ans

n'a été autre que

qu'une lente, amoureuse, minutieuse préparation

pour ce moment,

pour ce livre,

pour ce chant. »
Ou encore :
« em permetreu que mire la meua llarga feina de molts anys,

deixant, com el raïm,

els meus molt pobres versos,

fins que ha arribat el dia de la feina major i més bella:

aquest cant general »
« Vous me permettrez de regarder ma longue tâche de plusieurs années,

laissant, comme des raisins,

mes très pauvres vers,

jusqu'à ce que soit arrivé le jour de la plus grande et de la plus belle tâche :

ce chant général »

## Thématique
On retrouve dans Mural del País Valencià les thèmes habituels de la poésie d'Estellés : l'amour, la mort, le sexe, la faim et la politique. Toutefois, ici, ces thèmes ont comme axe vertébrateur le peuple valencien, qui est décrit et honoré sous différents angles (peinture, musique, littérature, histoire, nature, etc.). Les poèmes de la Declaració de principis constituent un résumé de ce que sera l’œuvre toute entière.
Pour créer cette « fresque » de tout le Pays Valencien, il représente les comarques et les villes. Il consacre des livres entiers à certaines villes comme Alzira, Xàtiva, Elche, Alcoi, Borriana ou Morella ; sur l'ensemble de l'œuvre, Estellés projetait de dédier un poème à chaque ville et village du Pays valencien (comme dans les séries Canten els pobles, Es desperta la terra, Els pobles, Nits del País Valencià, L'amor nocturn o València), mais quelques uns durent rester de côté par manque de temps pour achever le travail. Il décrit les villes et leurs habitants à travers leur vie quotidienne, car l'auteur exalte la vie à travers les choses et les actes les plus humbles.
Le premier volume de Mural del País Valencià commence par sa « Declaració de principis » (« Déclaration de principes »), constituant un résumé de ce que sera l'ensemble de l'œuvre, et traitant de sujets tels que la ville de Valence, Jacques Ier, les rivières, les montagnes, les saints, les traîtres, les fleurs ou les peintres. Le deuxième volume est fait d'allusions à des faits historiques, à des peintres, à Joan Peset, à des anonymes, etc., mais se concentre toutefois principalement sur les localités valenciennes. Le troisième volume comprend des poètes, des hommes politiques, le guerrier de Moixent, les villes et villages, etc.
Dans l'ensemble de l'œuvre, l'écrivain écrit sur une grande variété de personnages, parmi lesquels Jacques Ier, Ausiàs March, le pape Luna, Vicent Peris, Lluís del Milà, Miguel Hernández, Raimon, Isabel de Villena, Melchor Gomis (en), Josep Renau, les agermanats, les maulets, Joan Baptista Peset, Saint Vincent Ferrier, Miquel Grau, etc.,

## Éditions
Une partie des poèmes inclus dans Mural del País Valencià ont déjà fait l'objet de publications indépendantes du vivant de l'auteur, les premiers dès 1978.
Estellés a laissé quelques rares notes sur la manière dont l'œuvre devait être présentée. Il a indiqué écrit dans un manuscrit que l'ouvrage devrait être divisé en trois volumes, dont il a donné les noms de deux premiers ; le titre du troisième volume a été choisi par ce dernier, repris d'un des livres. Estellés a également laissé un index basé sur les premiers livres écrits du Mural, où n'apparaissent que la moitié des livres de l'ouvrage définitif. Certains livres apparaissent même dans l'index alors qu'ils n'ont pas été écrits ultérieurement ou n'ont pas été retrouvés. Parmi ceux-ci, certains ont probablement vu leurs titres modifiés, car ils coïncident avec le contenu de certains poèmes inclys. Hormis l'index et les quelques notes qu'il a laissées écrites, les livres qui ne sont pas mentionnés ont été conservés dans l'ordre dans lequel le poète les a laissés et les poèmes individuels ont été inclus dans des livres ayant un thème similaire.
La première édition de Mural del País Valencià est publiée par Tres i Quatre en 1996 sous la direction de Jaume Pérez Montaner. Elle se compose de près de deux mille pages, structurées en vingt-sept livres, répartis en trois volumes de neuf livres chacun (les deux premiers reprenant les titres indiqués préalablement par Estellés) : « Naixement d'un poble » (« Naissance d'un peuple »), « Un poble en marxa » (« Un peuple en marche ») et « Sentiment de país » (« Sentiment de pays »),.
À partir de 2022, une deuxième édition révisée, sous la supervision de différents spécialistes, commence à être publiée, cette fois en quatre volumes, dans le cadre du travail autour de l'« œuvre complète révisée » (OCR) lancée par le même éditeur. Le dernier volume paraît en mars 2025. Il s'agit du 12e et avant-dernier volume de l'OCR,,.

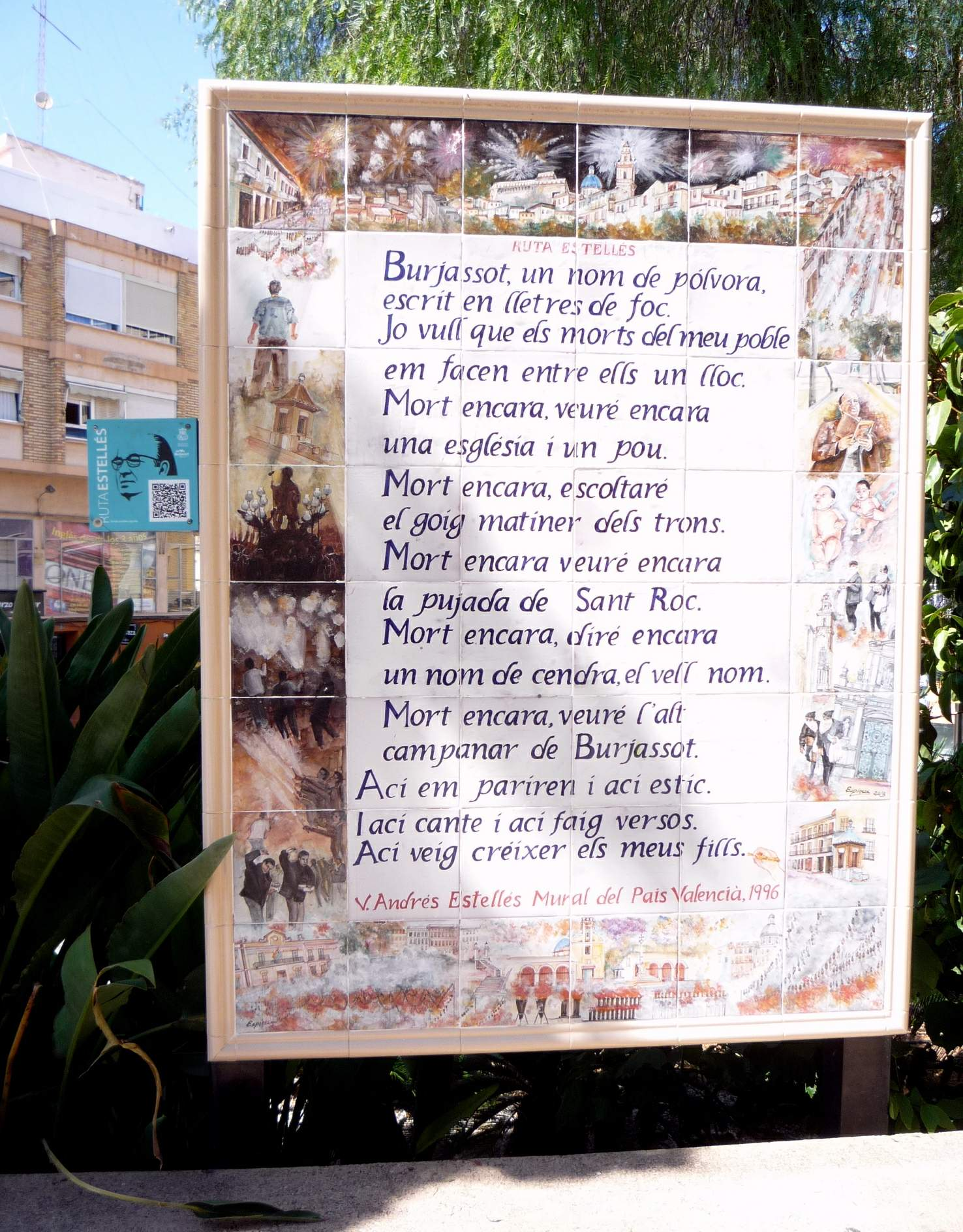
Panneau d'un poème de Mural del País Valencià à Burjassot.

## Style
Estellés se propose d'écrire ce chant avec un style simple afin qu'il puisse atteindre tout le monde. Pour ce faire, en plus de placer nombre de ses poèmes dans des scènes de la vie quotidienne, il utilise également un langage familier. Cependant la langue et le style ne se caractérisent pas seulement par leur langage familier, mais aussi par l'influence de la tradition littéraire d'Ausiàs March, Jordi de Sant Jordi, Roís de Corella, Jaume Roig ou Joanot Martorell, ainsi que d'autres d'auteurs contemporains comme Salvador Espriu. Parmi ces écrivains, se distingue Ausiàs March, la plus grande référence d'Estellés, qui est présent tout au long de son œuvre poétique. Ces écrivains apparaissent eux-mêmes dans certains poèmes, comme mention ou comme protagonistes.
Même en ignorant les poèmes dans lesquels il décrit le paysage, les références aux éléments naturels sont fréquentes dans le Mural, en particulier la terre. La terre n’est pas seulement utilisée comme élément de la nature, mais, par métonymie, elle désigne également le peuple (ou la classe ouvrière) et le pays. Il utilise également d’autres ressources littéraires telles que l’anaphore, l’anachronisme, la métaphore ou l’allégorie. De plus, une recours singulier dont Estellés fait parfois usage est de terminer des poèmes par des vers très abrupts, très directs et avec un langage grossier, en rupture avec le ton construit tout au long du poème.
Marquée par la mort du dictateur Franco et les premières années de la démocratie, le Mural transmet l'optimisme et les espoirs pour l'avenir et qui se reflètent surtout dans le « Llibre del dret a l'alegria » (« Livre du droit à la joie »). Une caractéristique de la poésie d'Estellés est la focalisation descriptive sur de petits détails pour instaurer une ambiance ou mettre en situation des personnages. De nombreux poèmes revendiquent la jouissance des plaisirs terrestres, notamment de la nourriture et du sexe, tandis qu'à l’inverse d’autres décrivent des environnements grotesques ou marginaux.
Bien que Mural del País Valencià inclue certains passages tragiques, ils sont écrits depuis la perspective d'un « moi » patriotique valencien et non d'un « moi » autobiographique comme c'est le cas dans la poésie antérieure d'Estellés.

## Interprétation
En 1989, Jaume Pérez Montaner, spécialiste d'Estellés qui sera le concepteur de la première édition du Mural, avertit déjà des difficultés d'interprétation de l'œuvre. Il insiste notamment sur le danger que représente la tentation d'en faire une interprétation réaliste, de la limiter à une œuvre engagée limitée au contexte historique de sa rédaction. Il considère que tout jugement global de l'œuvre constituerait une interprétation limitée et pleine d'aprioris.
Mural del País Valencià est un chant testimonial et épique qui a été comparé aux œuvres de Pablo Neruda et de Walt Whitman. Avec cette œuvre, le poète entreprend un voyage à travers le passé, le présent et le futur des terres valenciennes. Ainsi, il dédie des poèmes à différents événements et personnages historiques de l'histoire, de la culture et de la société valenciennes pour rappeler ce qui unit le Pays valencien ; Il parle du présent lorsqu'il dépeint les villes et leurs habitants, le paysage ou l'empreinte de la guerre civile et de la dictature et, enfin, le futur apparaît avec les élans de liberté vécus par la population et lui-même. Avec le Mural del País Valencià, Estellés écrit depuis le peuple et projette la construction d’un discours qui donne la parole à des sujets traditionnellement réduits au silence,.
Estellés ne veut pas faire de son œuvre un simple catalogue de son territoire, mais vise plutôt à le montrer d’un point de vue personnel et émotionnel. Il utilise ses souvenirs et ses expériences comme prétexte pour parler d’une voix partagée. Il veut être le porte-parole de la communauté, mais sans renoncer à continuer à faire partie du peuple, « un parmi tant d'autres » comme il s'est souvent identifié dans sa poésie. Ainsi, le poète devient le chroniqueur de son temps, des joies et des souffrances du peuple, à qui il laisse cette œuvre en héritage.
En écrivant, Mural del País Valencià, Estellés se perçoit comme le dernier chaînon d'une longue tradition littéraire et culturel en péril d'extinction.
L’évolution du discours patriotique d'Estellés permet de retracer le processus de formation de l’idée de patrie comme l’un des nœuds centraux de la volonté testimoniale du texte. Avec Mural del País Valencià, comme il l'avait commencé bien avant avec Llibre de meravelles, Estellés assume définitivement son statut de personne civique, de poète lié nécessairement au sort d'une communauté qui a besoin d'être reconstruite, dotée de joie et d'espoir et même mythifiée  L’intention d’être gardien des évènements de sa communauté et de son territoire transmet la voix du peuple en tant que sujet réduit au silence et constitue par conséquent non seulement un moyen d’expression mais aussi une pratique politique d’énonciation. Le poète exprime le visage invisible de tout un contexte historique via la construction d’une poésie qui pose les bases de l’artefact culturel et politique de la véritable patrie, et en créant un discours, il crée une littérature, comme axe de vertébration politique du territoire en marge des évènements politiques et sociaux : inventorier, sauver, récupérer, refaire, faire revenir les choses ou les noms des choses, l'histoire collective et l'histoire personnelle, les renoncements, les humiliations et les espérances.
Mural del País Valencià se veut une synthèse de toutes les aspirations et les revendications d'un peuple, la lutte pour la défense de l'identité valencienne. Écrit entre 1974 et 1978 mais enraciné dans toute la production antérieure de l'auteur, le Mural porte plus loin ce «un entre tants» (« un parmi tant d'autres ») lorsqu'il annonce, :
« Jo sóc Ningú, i Ningú m’anomene.

Potser més clar, o més obscur encara:

em reconec en el poble i sóc poble. »
« Je suis Personne, et Personne je m'appelle.

Peut-être plus clair, ou plus obscur encore :

Je me reconnais dans le peuple et je suis peuple. »
« Personne », « peuple », chez un poète qui a produit une poésie citadine — de Valence — et une poésie populaire — du peuple — et une conceptualisation à la manière du Canto general de Neruda, du pays comme un projet historique,.
Le fait de « se sentir peuple » et d’assumer cette « condition exaltée » (enaltida condició) avec toutes ses conséquences est l’idée qui structure et domine toute le Mural. En termes d'historicité, sur de telles idées, la Transition après la mort de Franco est remplie d'espoirs, et Estellés perçoit une possible renaissance pour le Pays valencien — y compris sa capitale — et met sa poésie au service de cette cause. L’engagement envers son peuple se manifeste dans la défense de son histoire, de ses symboles, de sa langue et dans une exigence utopique de plénitude politique. Le poème naît sous le signe politique, favorisé par la mort du dictateur, comme une contribution, en tant que poète, à la reconstruction d'un pays qui était socialement et culturellement en ruine après presque 40 ans de dictature autoritaire.
Estellés tente de bâtir un imaginaire collectif valencien qui unisse les individus autour d’un passé partagé et d’un destin de fraternité. Loin des clichés régionalistes, le Mural constitue pratiquement une encyclopédie de tous les motifs valenciens. L’idée lui venait de loin, liée au caractère « terreux et terrien » de sa poésie, avec un profond enracinement dans sa terre et ses paysages, dans ses particularités les plus palpables et évidentes, les moins apparemment universelles, mais les plus authentiques de son peuple. Le premier volume s'amorce par une «Declaració de principis» (« Déclaration de principes »), c'est-à-dire la matrice programmatique de l'ensemble du Mural, :
«  [...] res no em pot complaure tant com acabar la meua vida, el meu obscur treball, enllestint el cant general del meu País, el seu extens mural unànime de corbelles i veles, de tarongers i de magranes. »
« [...] rien ne peut me plaire autant que terminer ma vie, mon œuvre travail, en mettant le point final au chant général de mon Pays, sa vaste fresque unanime de faucilles et de voiles, d'orangers et de grenadiers. »
Il poursuit avec la «Cantata inicial del País Valencià» (« Cantate initiale du Pays valencien ») et les «Cants a València» (« Chants à Valence »), où Estellés écrit en se mettant dans la peau du poète chrétien Prudence, d'un poète arabe anonyme exilé, du roi Jacques Ier, du saint Pierre Pascal et d'un soldat des armées de Jacques le Conquérant. Le livre II fait également partie de la grande introduction générale au Mural avec les «Consideracions murals» et «Cant unitari» (« Chant unitaire »). Estellés insiste sur la nécessité de créer un chant pour le pays après les années d'obscurité qu'il venait de traverser, :
« Jo venia de morts i de desgràcies

arribava de pluges i de dols

duia les cicatrius i la guitarra

mullada

[…]

jo arribava de nits i d’agonies

jo arribava del fons de la matèria

ara el dia camina pel corredor alegre

himnes!

he de cantar amb síl·labes de pau

he de dictar les clàusules profundes

he d’hissar les sements i les senyeres

la pols! »
Les poèmes ou livres faisant référence aux villes ou villages du Pays valencien sont structurés ou unifiés sur la base de deux aspects, l'historique et le rituel. Le point de vue historique est marqué par la spécification de faits ou la simple mention de noms ou de lieux, la présence de caractéristiques qui ont façonné le passé et le présent et qui peuvent déterminer l'avenir de tout le peuple valencien. L'aspect rituel est donné par la participation presque sacerdotale du poète qui contemple, se remémore et intervient directement avec ses vers, ordonnant le passé et augurant liturgiquement l'avenir. Dans le Mural, le véritable protagoniste est le peuple, le héros anonyme qui a vécu en marge de l'histoire et a construit, pierre par pierre, ce qui reste du Pays Valencien, :
« La germania de la Marina, amb dolguda samarreta.

Hisseu els punys, travesseu

el jorn!

Hisseu els punys!

La germania del secà, la terra essencial,

solar! »
Un rapide examen du reste du contenu du Mural del País Valencià continue de rapprocher le lecteur des éléments primordiaux de la conception identitaire d'Estellés. L'insistance sur l'entité et le charisme des localités valenciennes (dans le Livre XVI et «València. Canten els pobles», cinquante-six villees et villages reçoivent un hommage poétique ; dans le Livre XVIII et «Els pobles. L’amor nocturn», chaque strophe des longues compositions reçoit le nom d'une localité valencienne). L'existence d'une série de villes qui rassemblent les essences et l'histoire de Valence, comme le démontrent les Livres de Dénia, Elche, Peníscola, Borriana, Gandia, Alzira, Alcoi, El Puig ou Xàtiva. La nécessité de revendiquer dans leur propre langue les ancêtres littéraires les plus illustres (auteurs fondamentaux du siècle d'or valencien, au XVe siècle), comme l'affirme le Llibre dels poetes (« Livre des Poètes ») au tome III et ses vers pour Raymond Lulle, Jordi de Sant Jordi, Ausiàs March, Jaume Roig, Roís de Corella et Teodor Llorente. Les critiques et les conseils donnés aux représentants du peuple valencien du Livre XX, «Als polítics» (« Aux hommes politiques »). Les poèmes pour Carles Salvador, Miguel Hernández, le Guerrier de Moixent, la Dame d'Elche, la Cova Negra de Xàtiva, Joanot Martorell, les albaes (ca), le botaniste Cavanilles et même la volonté du poète de couper les cheveux en quatre en louant des éléments qui peuvent paraître excessivement concrets ou anecdotiques, comme la Tour Espioca (es) — à Picassent — ou la figure du rodeur.
Estellés recueille une série disparate de références géographiques, historiques et culturelles et leur donne un sens unitaire, grâce à une expression formelle et symbolique efficace. Toutefois, cette proposition identitaire n’a pas été acceptée par la grande majorité de ceux qui elle s’adressait. L'espace symbolique collectif que Vicent Andrés Estellés a poétisé n'a pas pris racine dans un Pays Valencien qui est de plus en plus reconnu sous le nom administratif de « Communauté valencienne »,.